# Die Schüsse der Arche Noah
Die Schüsse der Arche Noah ist ein deutscher Kinderfilm der DEFA von Egon Schlegel aus dem Jahr 1983.

## Handlung
Der Kinderfilm „Die Schüsse der Arche Noah“ erzählt die Odyssee eines unschuldigen zehnjährigen Jungen durch die grausame Welt des Faschismus und des faschistischen Krieges.
Klaus Wensloff lebt im letzten Jahr des Zweiten Weltkrieges in einer widersprüchlichen Welt. Sein Vater ist aktiver Antifaschist, hört und verbreitet die Nachrichten der „Feindsender“, fälscht Ausweise und Lebensmittelkarten, um Verfolgten zu helfen, versteckt gefährdete Leute und bezeichnet Hitler als Verbrecher. In der Schule aber hört Klaus von der verehrten Lehrerin, dass Hitler der beste Deutsche ist, und sein Freund ist Pimpf, der ihn immer wieder zu neuen Mutproben herausfordert. Das ist nicht der einzige Widerspruch in Klaus‘ Leben: Ist doch seine Mutter eine gläubige Christin, während sein Vater als Kommunist Gott ablehnt. Nicht immer vermag Klaus mit diesen Widersprüchen seines Alltags richtig umzugehen. Jeder Fehler kann lebensbedrohlich werden. Besonders deutlich wird dies, als eine jüdische Familie plötzlich nach einem Fliegerangriff in ihrer Wohnung steht und sie diesen Unterschlupf gewähren. Schließlich wird alles entdeckt, und die beiden Familien müssen fliehen. Natürlich wird die versteckte Familie noch vorher mit neuen Papieren ausgestattet.
Die Mutter von Klaus kommt bei einem Luftangriff auf Berlin ums Leben und er wird von seinem Vater nach Ostpreußen gebracht, wo er bei einer Frau unterkam, die bereits mehrere Kinder aufgenommen hatte. Als die Rote Armee immer näher rückte, gerät er mitten hinein in das Inferno des Krieges, wird von der deutschen Seite auf die sowjetische verschlagen. Mit den sowjetischen Soldaten schloss er schnell Freundschaft. Als er aber deutschen Tieffliegern bei einem Angriff mit dem Ruf „Das sind doch unsere“ zuwinkte, zeigte sich wieder seine Zerrissenheit. Um ihn von den direkten Frontkämpfen zu schützen, wurde er dann von einem sowjetischen Offizier in einem polnischen Kloster untergebracht, wo bereits verwahrloste deutsche Kinder Zuflucht gefunden haben. Hier kann er gut seine polnischen Sprachkenntnisse anwenden, die er auf seiner vorherigen Pflegestelle sich von den dort tätigen polnischen Landarbeitern angeeignet hat.
In all dem für den Jungen undurchschaubaren Chaos findet er Halt und Trost in den Erinnerungen an seine Mutter, ihre Erzählung von der Arche Noah (völlig unverständlich war für Klaus, dass auf der Arche Noah keine Kanonen vorhanden waren), die sich in seiner Phantasie mit des Vaters Bericht vom Panzerkreuzer „Aurora“ und von Lenin, dem Kapitän der Weltrevolution, mischt. Wie verwirrend und schrecklich auch die Erlebnisse des Jungen sein mögen, stets bleiben in ihm die Vorstellungen des Vaters von der Revolution, einer von Lenin bestimmten gerechten Welt, lebendig. Die elementare Kraft dieser Vorstellungen, zusammen mit den durchlebten Erfahrungen, ermöglicht es ihm schließlich, in einer bedeutenden Entscheidungssituation den für ihn richtigen Weg zu finden. Als der sowjetische Offizier ihn wieder abholen will, entscheidet er sich gegen das Kloster, obwohl er gerade die Aufnahmeprüfung für die Priesterschule bestanden hat. Er verlässt das Kloster und folgt an der Seite der Roten Armee dem Ruf des Vaters und der Weltrevolution nach Berlin.

## Produktion
Der Film beruht auf dem Roman Die Schüsse der Arche Noah oder Die Irrtümer und Irrfahrten meines Freundes Wensloff, der im Jahr 1970 von Peter Abraham nach autobiographischen Erinnerungen geschrieben wurde. Die Dreharbeiten auf dem Gutshof fanden in Heinrichsdorf, nahe Wittstock statt. Die Gruppe „Babelsberg“ drehte ihn auf ORWO-Color und er hatte am 4. Februar 1983 im Haus der Kultur in Gera Premiere. Auf dem Geraer Kinderfilmfestival „Goldener Spatz“ wurde der Film 1983 mit drei Preisen dreier verschiedener Jurys ausgezeichnet, u. a. mit dem Findlingspreis.

## Kritik
Im Neuen Deutschland hat Henryk Goldberg das Empfinden, dass Schlegel mehr Atmosphäre als lebendige Menschen inszeniert. So hat es der kindliche Hauptdarsteller schwer, sich dem Zuschauer als Partner anzubieten und hat wenig Möglichkeiten, sich aktiv ins Bewusstsein des Publikums zu bringen Ehrentraud Novotny fand in der Berliner Zeitung, dass abenteuerliche, eindrucksvolle, auch humorvolle Sentenzen diesen Film kennzeichnen. In der Neuen Zeit steht nach der Premiere, dass nicht alles in diesem Film so gut gelungen ist, wie jene Szene, wo der kleine Held mit einem hilflosen Säugling im menschenleeren Niemandsland umherirrt.